# Li Mao (Badminton)
Li Mao (chinesisch 李矛, Pinyin Lǐ Máo, * 20. August 1958) ist ein chinesischer Badmintonspieler und -trainer.

## Karriere
Li Mao wurde bei den chinesischen Nationalspielen 1979 Vierter im Mixed mit Fu Chun’e. Bei der Badminton-Weltmeisterschaft 1987 schied er im Achtelfinale gegen den späteren Vizeweltmeister Morten Frost aus. Als Trainer betreute er in China unter anderem Dong Jiong, Sun Jun und Chen Gang. Später wurde er Nationaltrainer in Südkorea, wo er mit Lee Hyun-il arbeitete, und in Malaysia, wo er Lee Chong Wei trainierte.